# Курс, Александр Львович
Александр Львович Курс (2 марта 1892, Гродно — 30 декабря 1937, Коммунарка, Московская область) — советский журналист, драматург и сценарист, один из первых организаторов советской печати, один из ведущих советских кинодраматургов 1920–30-х годов. Сотрудник аппарата ЦК ВКП(б).

## Биография
Родился в 1892 году в Гродно. Сын военного фельдшера Брестской крепости (Брест-Литовск). Происходил из семьи кантонистов, его дед, николаевский солдат,  прослужил в армии 25 лет.  Гимназистом вступил в нелегальную марксистскую организацию. В конце 1906 года в возрасте пятнадцати лет был арестован, через семь месяцев сослан в Нарымский край, где вошёл в круг ссыльных большевиков под руководством Я. М. Свердлова.
По возвращении из ссылки женился на Р. А. Ставской и в 1911 году эмигрировал в Лондон, где за шесть лет в совершенстве овладел английским языком, работал репортёром частных изданий. В 1918 году вернулся в Россию и вскоре перебрался в Одессу. После двухдневного задержания гетманской полицией ушёл в подполье, взяв псевдоним «А. Юрченко». В июле сумел выбраться из Одессы, занятой белыми войсками, и оказался в расположении 45-й стрелковой дивизии 12-й армии РККА, с которой по тылам противника выходил из окружения.
Член ВКП(б) с 1919 года. Принимал участие в сражениях с войсками Юденича, белополяками. Работал в Политотделе 12-й армии, печатался в армейской газете под псевдонимом «А. Юрченко». 12 июня 1920 года назначен редактором киевской газеты «Красная армия». Работал, как правило, в поезде-типографии 12-й армии, где располагалась походная редакция, при которой создал сеть военкоров, приносивших туда свои материалы. Как отмечает историк кино Аркадий Бернштейн, газета никогда не восхваляла конкретных полководцев, изображая вершителями истории народные массы. Принципиальное значение имела заметка, опубликованная в 1920 году: «Большинство старых офицеров честно служит нам... Можно пускать в Красную армию и тех, кто носил золотые погоны». По мнению исследователя, вступив в партию в период гражданской войны, Курс был революционером-романтиком, мечтавшим о создании нового советского искусства, о «весёлом куске хлеба» в справедливом обществе. Он не выносил «липовых коммунистов», приспособленцев, хлынувших в партию в поисках личных выгод.
По предложению комиссара 12-й армии С. И. Сырцова, назначенного секретарём Одесского губкома ВКП(б), с января 1921 года стал редактором главной одесской партийно-хозяйственной газеты «Станок», где работал вместе с Константином Паустовским, высоко ценившим литературные способности Курса. В том же году выпустил первую книгу «Красноармейская лирика» о творчестве некоторых красноармейских поэтов. С 1922 года — ответственный секретарь газеты «Коммунист», органа ЦК КП(б) Украины. Главным редактором издания был Первый секретарь ЦК КП Украины Дмитрий Мануильский.
В 1924 году по вызову С. И. Сырцова, переведённого в Москву заведующим отделом ЦК ВКП(б) и редактором журнала «Коммунистическая революция», приехал в столицу, став инструктором агитационно-пропагандистского отдела ЦК ВКП(б). Одновременно редактировал всесоюзные издания, журнал «Журналист», позже — газету «Кино» и журнал «Экран». Под его руководством эти издания сделали значительный шаг вперёд, завоевали популярность у читателей благодаря ярким иллюстрациям и интересным материалам. Владимир Маяковский называл Александра Курса «газетчиком от Бога».
Из газеты «Кино» можно было узнать, что говорят в деревне о раскрытии темы крестьянства на экране, что думают в Германии о "Броненосце «Потёмкине»"; там публиковалось много материалов о западном кино, что не допускалось, например, в «Известиях», редактируемых Юрием Стекловым. Ряд публикаций в газете «Кино» пояснял, чему можно учиться у американского кино, а чему не следует. Так, по мнению редакции, необходимо использовать правильную организацию сложных трюковых съёмок, техники безопасности на съёмочной площадке. Друг Курса кинорежиссёр Лев Владимирович Кулешов, писавший для журнала, восхищался дарованием американской звезды немого кино Дугласа Фербенкса, отмечая дурной вкус и надуманность иных сюжетных ситуаций и вместе с тем подчёркивая умение американцев создать профессиональный актерский ансамбль.
В марте 1926 года в «Кино» печатаются фрагменты сценариев Бабеля «Блуждающие звезды» и Шкловского «По закону».
На страницах «Экрана» было много выразительных рисунков, фотопортретов, шаржей, появился шарж на А. В. Луначарского, в чьей статье в «Правде» от 1 мая 1926 года говорилось о достижениях отечественного искусства, однако ничего не говорилось о кино. В журнале размещались рецензии на фильмы, публицистика (например, очерк о секретаре Луначарского писательнице и дипломате Ларисе Рейснер), многочисленные материалы о зарубежном кино. В частности, Илья Эренбург подробно писал о французском кинематографе. Через три года этот журнал стал «Советским экраном» и, по мнению экспертов, утратил облик изящного, содержательного, «задиристого», каким он был в 1926 году.
Курс входил в состав художественного совета по делам кино при Главполитпросвете, был членом центрального совета и правления Общества друзей советского кино (ОДСК). В 1926 году вышел сборник «Советское кино на подъёме» под редакцией С. Сырцова и А. Курса, а в 1927 году он выпустил свою первую книгу о кино «Самое могущественное».
В конце 1926 года вместе с С. И. Сырцовым, назначенным секретарём Сибирского краевого комитета ВКП(б), уехал в Новосибирск. Инструктор, затем заместитель заведующего отдела печати Сибкрайкома ВКП(б). С мая 1927 по февраль 1928 года редактирует периодическое издание для журналистов «Газетчик», с декабря 1927 по декабрь 1929 года — ответственный редактор газеты «Советская Сибирь». В Новосибирске сблизился с ответственным  инструктором Сибкрайкома ВКП(б) И. С. Нусиновым, при поддержке Сырцова они учредили литературно-публицистический журнал «Настоящее», А. Курс стал его главным редактором. Этот журнал считается выдающимся памятником периодики русского авангарда.
Друживший с ним Владимир Маяковский говорил: «Хорошо идёшь! Курси вперёд!». Подруга Маяковского Лиля Брик вспоминала: «Маяковский очень любил его. Мы считали его очень хорошим человеком и товарищем, верили ему». Писатель Виктор Шкловский так отзывался о Курсе: «Большой сценарист», «светлая голова и сердце, отданное будущему», «он мне лично помог многое правильно понять в жизни и творчестве», «дружбой с Александром Курсом я горжусь».
В марте 1928 года А. Л. Курс, разделявший критическую позицию Маяковского в отношении Максима Горького, поместил в «Настоящем» статью А. Алексеева о Горьком, в которой автор напомнил о негативном отношении Горького к октябрьскому перевороту и упрекал в том, что он ничего не пишет о советской действительности.
Летом 1928 года преданные ученики Горького из числа сибирских литераторов, приехав в Москву, сумели вызвать у писателя чувство гнева в адрес Курса и «настоященцев». Возмущение писателя подпитывалось тем, что он воспринял их как сторонников «литературы факта» в истолковании В. Маяковского, с которым у него тогда были неприязненные отношения, особенно после публикации в 1927 году стихотворения «Письмо Максиму Горькому».
Начинающий писатель из Сибири А. Коптелов подтвердил Горькому, что Курс выступает вообще против литературы, преследует многих местных литераторов и что он со своими сторонниками упразднил литературную страницу в ряде сибирских газет. Коптелов прочёл Горькому цитаты из статей Курса, назвав их погромными, но полного текста статей у него не было. Как рассказывал сам молодой писатель, Горький воскликнул: «Да это же вредительство!» Затем он спросил: «А кто это такой Курс?» Коптелов, живший в Бийске и плохо знавший журналиста, заявил: «Курс? Да это бывший анархист... Мне о нём, кажется, рассказывал Эдуард Багрицкий ... Такой задиристый петушок, маленький, плюгавенький, он выделялся среди одесских анархистов...». Горький поверил явной лжи и на основе искажённой информации написал статью «Рабочий класс должен воспитывать своих мастеров культуры», которая была помещена в «Известиях» от 25 июля 1928 года. Писатель повторил клевету, будто Курс — бывший анархист, а его сторонник новосибирский писатель Алексей Панкрушин — «малограмотный парень», якобы выдвинувший лозунг: «Художественная литература по своей природе реакционна». С его лёгкого пера слетело грозное обвинение, что «настоященцы» во главе с Курсом, организовавшие гонение на художественную литературу, — «бессознательные вредители». В письме редактору «Известий» М. А. Савельеву в сентябре 1929 г. Горький назвал Курса «авантюристом», а приведённые им ранее слова А. Панкрушина счёл «афоризмом Курса», решившего «изъять из рук рабочего класса такое сильное оружие, как словесное искусство». Без всякой логики Горький приписал Курсу и его товарищам «недоверие к силам рабочего класса», «взгляд на рабочих как на низшую расу» и увидел в редакторе журнала «Настоящее» «представителя психики интеллигентов-карьеристов, а не коммунистов». По мнению Аркадия Бернштейна, писатель заигрывал с советскими пролетариями, стремясь повысить свой авторитет в их глазах. Фактически всё это было доносом в весьма оскорбительных выражениях по адресу Курса и его группы.
Выступления М. Горького вызвали негативную реакцию читателей, друзей Курса, многих сибирских журналистов, ряда работников Сибкрайкома ВКП(б). Прошло даже собрание в защиту Курса и его сторонников. В середине 1929 года журнал «Настоящее» и газета «Советская Сибирь» напечатали резолюции Сибирского Пролеткульта и сибирских журналистов-коммунистов, где Горький был назван «изворотливым, маскирующимся врагом» и «рупором», «прикрытием для всей реакционной части советской литературы». Сталин запомнил Курса, и партийное возмездие за эти публикации было слишком жестоким, хотя до этого никого не наказывали даже за острую критику писателя. Постановлением ЦК ВКП(б) от 25 декабря 1929 года А. Л. Курс был отстранён от своих редакторских обязанностей и отозван в распоряжение ЦК ВКП(б). Он согласился с этим решением, назвав публикации против Горького «левым перегибом».
В 1929 году «Настоящее» перестало отвечать ужесточившимся требованиям советской цензуры и прекратило существование, А. Л. Курса отстранили также от занимаемой им должности редактора «Советской Сибири». После разгрома «Настоящего» А. Л. Курс вернулся в Москву по приглашению своего покровителя Сергея Ивановича Сырцова, ставшего председателем Совнаркома (СНК) РСФСР. Супруга Сырцова Ася Сергеевна, секретарь «Настоящего», стала журналисткой под влиянием Курса и называла себя его ученицей.
В Москве Курс, работая в аппарате ЦК ВКП(б), вошёл в круг оппонентов Сталина, в числе которых были его друзья и коллеги по работе в Сибири партработники и литераторы Сергей Сырцов, Исаак Нусинов, Владимир Каврайский, Александр Гальперин. Нередко единомышленники собирались на квартире Курса, во время этих встреч Курс говорил: «Вот посмотрим, потом окажется, что Сталин просто сумасшедший». Он сравнивал Сталина с Николаем Палкиным и цитировал Герцена, писавшего о Николае Первом: «Этот монарх знает, что про него говорит любая просфирня, но не знает, что делается в стране».
В ноябре 1930 года исключён из ВКП(б) по обвинению в поддержке так называемого «право-левацкого блока Сырцова-Ломинадзе»; был восстановлен.
Работал в Москве преподавателем Коммунистического института журналистики, затем — сценаристом на киностудиях «Межрабпомфильм» и «Союзмультфильм». В этот период он продолжал сотрудничать со своим другом кинорежиссёром Львом Кулешовым, который не сторонился опального Курса, принимал его у себя дома, фотографировал вместе с женой и сыном. В 1933 году Л. Кулешов по сценарию Курса создал фильм «Великий утешитель», в основу которого легла биография О’Генри и две его новеллы. Виктор Шкловский писал: «Сценарий «Великого утешителя» — явление крупное во всей истории кино». Именно благодаря оригинальному замыслу Курса и мастерству его литературно-кинематографического письма картина «Великий утешитель» состоялась как яркое художественное произведение. В 1934 году по сценарию Курса был снят и выпущен чёрно-белый мультипликационный фильм «Царь Дурандай». По мнению историка кино А. Бернштейна, содержание и стиль сценария фильма оказали серьёзное влияние на развитие сказочного жанра в советском кино. Мультфильм приобрёл Уолт Дисней и часто показывал эту ленту своим сотрудникам.
2 июля 1937 года арестован. Выдержки из обвинительного заключения: «Практическая преступная контрреволюционная деятельность обвиняемого Курс А. Л. выражалась в том, что он в 1928 году совместно с Сырцовым, организовав в Новосибирске литературный журнал "Наследие" <...> являлся активным участником контрреволюционной террористической организации правых <...> предоставляя страницы редактируемых им журнала и газеты правым и отбывавшим наказание за антисоветскую деятельность троцкистам <...> против ЦК ВКП(б); предоставлял свою квартиру для нелегальных сборищ участникам контрреволюционной организации и присутствовал на всех нелегальных сборищах, происходивших на квартире СЫРЦОВА <...> распространял клеветнические измышления по адресу вождя партии и являлся автором контрреволюционной листовки, направленной против руководителей партии; а также являлся агентом Интеллидженс Сервис, по заданию которой был переброшен на территорию СССР».
30 декабря 1937 г. приговорён Военной Коллегией Верховного Суда СССР к высшей мере наказания и в тот же день расстрелян. Его супругу Рахиль Ароновну арестовали, когда она принесла Курсу первую передачу в Бутырскую тюрьму, она была приговорена к 8 годам исправительно-трудовых лагерей. Срок отбывала в Акмолинском лагере (АЛЖИРе). Освободилась в июне 1943 года. Их сын Рувим Александрович, студент исторического факультета МГУ, также был арестован сразу после ареста матери. Он провёл в лагерях и ссылках 17 лет.
Александр Львович Курс реабилитирован 27 октября 1956 года.

## Фильмография
- Быстрее Америка, сценарий. Фильм поставлен не был.
- Ваша знакомая, 1927, режиссёр Лев Кулешов
- Великий утешитель, 1933, режиссёр Лев Кулешов.
- Царь Дурандай, 1934, «Межрабпомфильм».
- Котофей Котофеевич, 1937, «Союзмультфильм».
- Пять сценариев А. Л. Курса так и не были реализованы — «Быстрее, Америка», «Веселый кусок хлеба» и сценарии по произведениям А. П. Чехова «Скрипка Ротшильда», «Учитель словесности», «Медведь».